# Championnat de France de basket-ball de Nationale masculine 2 1990-1991
Navigation
Saison précédente Saison suivante
La saison 1990-1991 du championnat de France de basket-ball de Nationale 2 est la 42e édition du Nationale 2. C'est le troisième plus haut niveau du championnat de France de basket-ball et le plus haut niveau amateur. Vingt-six clubs participent à la compétition dans un championnat de deux poules de treize clubs.

## Saison régulière
À l'issue de la saison, l'UO Pamiers fut relégué en NM4 en raison de diplômes insuffisants détenus par l'entraineur de l'équipe. Pour cette sanction le club de Pamiers est classé dernier de son groupe.

### Classement de la saison régulière

#### Groupe A
| Rang | Équipe               | Pts | J  | G  | P  | Pp   | Pc   | Diff |
| ---- | -------------------- | --- | -- | -- | -- | ---- | ---- | ---- |
| 1    | Hyères Toulon        | 45  | 24 | 21 | 3  | 2462 | 1967 | 495  |
| 2    | Bordeaux             | 41  | 24 | 17 | 7  | 2370 | 2254 | 116  |
| 3    | Vienne               | 38  | 24 | 14 | 10 | 2075 | 2036 | 39   |
| 4    | Lourdes (P)          | 38  | 24 | 14 | 10 | 2184 | 2147 | 37   |
| 5    | Besançon             | 38  | 24 | 14 | 10 | 2128 | 2181 | -53  |
| 6    | Villeneuve-sur-Lot   | 36  | 24 | 12 | 12 | 2276 | 2233 | 43   |
| 7    | Valence sur Baïse    | 36  | 24 | 12 | 12 | 2294 | 2248 | 46   |
| 8    | Nice                 | 36  | 24 | 12 | 12 | 2153 | 2104 | 49   |
| 9    | Tarare               | 35  | 24 | 11 | 13 | 2373 | 2401 | -28  |
| 10   | Clermont-Ferrand (P) | 35  | 24 | 11 | 13 | 2144 | 2233 | -89  |
| 11   | Chalon-sur-Saône (P) | 34  | 24 | 10 | 14 | 2264 | 2216 | 48   |
| 12   | Grenoble             | 27  | 24 | 3  | 21 | 1911 | 2290 | -379 |
| 13   | Pamiers              | 29  | 24 | 5  | 19 | 2062 | 2386 | -324 |

|     | Accession directe en N1B  |
|     | Relégation en Nationale 3 |
| (P) | Promu 1990                |

#### Groupe B
| Rang | Équipe            | Pts | J  | G  | P  | Pp | Pc | Diff |
| ---- | ----------------- | --- | -- | -- | -- | -- | -- | ---- |
| 1    | Châlons-sur-Marne | 45  | 24 | 21 | 3  | 0  | 0  |      |
| 2    | Poitiers          | 39  | 24 | 15 | 9  | 0  | 0  |      |
| 3    | Athis-Mons        | 39  | 24 | 15 | 9  | 0  | 0  |      |
| 4    | Epinal            | 37  | 24 | 13 | 11 | 0  | 0  |      |
| 5    | Poissy            | 36  | 24 | 12 | 12 | 23 | 0  |      |
| 6    | Kaysersberg       | 36  | 24 | 12 | 12 | 2  | 0  |      |
| 7    | Saint-Lô          | 36  | 24 | 12 | 12 | 0  | 25 | -25  |
| 8    | Angers BC (P)     | 35  | 24 | 11 | 13 | 0  | 0  |      |
| 9    | Brest             | 34  | 24 | 10 | 14 | 0  | 0  |      |
| 10   | Joué BC           | 33  | 24 | 9  | 15 | 6  | 0  |      |
| 11   | Esquennoy         | 33  | 24 | 9  | 15 | 0  | 6  | -6   |
| 12   | Proville          | 32  | 24 | 8  | 16 | 0  | 0  |      |
| 13   | Le Vésinet (P)    | 27  | 24 | 3  | 21 | 0  | 0  |      |

|     | Accession directe en N1B  |
|     | Relégation en Nationale 3 |
| (P) | Promu 1990                |

## Play-off d'accession

### Finale
Aller
- Hyères Toulon / Châlons-sur-Marne : 86-88.

Retour
- Châlons-sur-Marne / Hyères Toulon : 96-81.

## Coupe de France
Demi-finales : 
- Athis-Mons - Ajaccio : 117-74
- Châlons-sur-Marne - Joué BC : 88-67

Finale :
- Châlons-sur-Marne - Athis-Mons : 107-83

Les marqueurs :
- Châlons : Marc Mitchell 37, Howard Carter 28,  Philippe Gouvion 15, Emmanuel Torres 9, Nicky Whilte 6, Dominique Devos 6, Pascal Dassonville 4, Olivier Schellaert 2
- Athis-Mons : Harvey Knuckles 25, James Clabon 23, Marc Walter 11, Christophe Barraud 7, Patrick Gonthier 6, Bruno Schiocchet 6, Daniel Adin 4, Gilles Villain 1